# Dongfeng E-Star
Dongfeng E-Star este un camion electric pentru distribuție urbană, care este și importat în România.

## Descriere
E-Star poate transporta până la 4,25 tone, dar a fost detarat la 3,5 tone pentru a putea fi condus și cu un permis de categoria B. Are un șasiu separat pe care pot fi montate diferite tipuri de caroserie. Sistemul de propulsie electrică constă dintr-un motor de 120 kW cu un cuplu instant de 320 Nm și o autonomie de până la 250 km.